# 다자와코다키가에리 현립 자연공원
다자와코다키가에리 현립 자연공원(일본어: 田沢湖抱返り県立自然公園 다자와코다키가에리 겐리쓰 시젠코엔[*])은 일본 아키타현 동부에 위치한 현립 자연공원이다. 아키타현 센보쿠시 일대의 다자와호를 둘러싼 지역과, 다마가와 강 유역에 형성된 다키가에리 계곡 일대를 영역으로 하고 있다. 센보쿠 시 중부와 동남부 일대에 해당한다. 공원 남부는 시라이와타케 부근에서 마기마히루 현립 자연공원과 접한다.

## 같이 보기
- 다자와호
- 다키가에리 계곡
- 와가 산괴

## 참고 문헌
- 아키타카이 신보사, 《아키타 현 최신정보지도》, 1986년, 102쪽 ~ 103쪽.